# Réhon
Réhon és un municipi francès situat al departament de Meurthe i Mosel·la i a la regió del Gran Est. L'any 2007 tenia 3.731 habitants.

## Demografia

### Població
El 2007 la població de fet de Réhon era de 3.731 persones. Hi havia 1.533 famílies, de les quals 398 eren unipersonals (158 homes vivint sols i 240 dones vivint soles), 515 parelles sense fills, 503 parelles amb fills i 117 famílies monoparentals amb fills.
La població ha evolucionat segons el següent gràfic:
Habitants censats

### Habitatges
El 2007 hi havia 1.697 habitatges, 1.554 eren l'habitatge principal de la família, 1 era una segona residència i 142 estaven desocupats. 1.222 eren cases i 465 eren apartaments. Dels 1.554 habitatges principals, 1.073 estaven ocupats pels seus propietaris, 456 estaven llogats i ocupats pels llogaters i 24 estaven cedits a títol gratuït; 24 tenien una cambra, 105 en tenien dues, 270 en tenien tres, 483 en tenien quatre i 671 en tenien cinc o més. 1.006 habitatges disposaven pel capbaix d'una plaça de pàrquing. A 725 habitatges hi havia un automòbil i a 575 n'hi havia dos o més.

### Piràmide de població
La piràmide de població per edats i sexe el 2009 era:
| Homes | Edats   | Dones |
| ----- | ------- | ----- |
| 4     | 95 o +  | 8     |
| 0     | 90 a 94 | 8     |
| 8     | 85 a 89 | 20    |
| 12    | 80 a 84 | 20    |
| 80    | 75 a 79 | 64    |
| 104   | 70 a 74 | 100   |
| 104   | 65 a 69 | 112   |
| 120   | 60 a 64 | 100   |
| 68    | 55 a 59 | 104   |
| 104   | 50 a 54 | 100   |
| 132   | 45 a 49 | 116   |
| 108   | 40 a 44 | 104   |
| 128   | 35 a 39 | 120   |
| 108   | 30 a 34 | 112   |
| 108   | 25 a 29 | 96    |
| 96    | 20 a 24 | 68    |
| 64    | 15 a 19 | 108   |
| 76    | 10 a 14 | 64    |
| 96    | 5 a 9   | 108   |
| 68    | 0 a 4   | 84    |

## Economia
El 2007 la població en edat de treballar era de 2.359 persones, 1.731 eren actives i 628 eren inactives. De les 1.731 persones actives 1.516 estaven ocupades (827 homes i 689 dones) i 215 estaven aturades (102 homes i 113 dones). De les 628 persones inactives 150 estaven jubilades, 181 estaven estudiant i 297 estaven classificades com a «altres inactius».

### Ingressos
El 2009 a Réhon hi havia 1.525 unitats fiscals que integraven 3.697,5 persones, la mediana anual d'ingressos fiscals per persona era de 17.454 €.

### Activitats econòmiques
Dels 85 establiments que hi havia el 2007, 8 eren d'empreses extractives, 2 d'empreses alimentàries, 3 d'empreses de fabricació d'altres productes industrials, 17 d'empreses de construcció, 16 d'empreses de comerç i reparació d'automòbils, 2 d'empreses de transport, 7 d'empreses d'hostatgeria i restauració, 1 d'una empresa d'informació i comunicació, 3 d'empreses financeres, 1 d'una empresa immobiliària, 6 d'empreses de serveis, 12 d'entitats de l'administració pública i 7 d'empreses classificades com a «altres activitats de serveis».
Dels 26 establiments de servei als particulars que hi havia el 2009, 1 era una comissaria de policia, 1 oficina de correu, 1 una oficina bancària, 1 autoescola, 5 paletes, 1 guixaire pintor, 1 fusteria, 2 lampisteries, 2 electricistes, 3 perruqueries, 3 veterinaris, 4 restaurants i 1 saló de bellesa.
Dels 5 establiments comercials que hi havia el 2009, 2 eren fleques, 1 una fleca, 1 una llibreria i 1 una joieria.

## Equipaments sanitaris i escolars
Els 2 equipaments sanitaris que hi havia el 2009 eren farmàcies.
El 2009 hi havia 1 escola maternal i 2 escoles elementals. Réhon disposava d'un col·legi d'educació secundària amb 337 alumnes.

## Poblacions més properes
El següent diagrama mostra les poblacions més properes.